# 双清站
双清站是洛湛铁路上的一个车站，位于湖南省邵阳市双清区火车站乡，原名邵阳站、邵阳北站，距娄底站98公里，现由广州铁路集团娄底车务段管辖，目前办理货运业务。

## 历史
邵阳直至20世纪50年代仍未通行铁路，湖南省委因此于1959年4月10日决定修建娄邵铁路，这条铁路一年后临时通车，成为邵阳第一条铁路，而当时在邵阳并未设正式车站。邵阳站于1966年建成，其所在的乡也被命名为火车站乡。当时的邵阳站属于尽头式车站，其始发列车的最远目的地为长沙。
1999年，洛湛铁路工程立项，而当时邵阳站的规模已无法满足日益膨胀的客流量。在洛湛线的建设中，老邵阳站于2003年9月改为通过式车站，位于老站西南侧的新邵阳站于2004年1月1日启用，原邵阳站改为邵阳北站，邵阳市向南不通火车的历史也随之结束。此后，旅客列车在邵阳北站通过不停车，邵阳北站成为货运站。
2009年3月公布的沪昆客运专线初步线路方案计划在新邵县坪上镇设邵阳北站，但因距离邵阳市区较远而引发争议。随着沪昆高铁邵阳北站于2014年12月16日启用，老邵阳北站同时更名为双清站。双清火车站附近的原“火车北站”公交站也更名为“老火车站（双清站）”。
建设中的娄邵铁路扩能改造工程不再经过牛马司、范家山和双清站，而是在邵东和邵阳站（别称“火车南站”）之间另建新线，双清站也将因此停运。